# Хасекі Айше Ханим Султан
Айше Ханим Султан (Бл. 1607, Стамбул — після 1640 року, там же) — перша дружина султана Османа II.

## Біографія
Айше народилася близько 1607 року в Стамбулі. По батьковій лінії Айше була онукою візира Пертева-паші, дружина якого, Айя-хатун, була колишньою наложницею Шехзаде Мехмеда. Була прапраправнучкою Селіма І. Шлюб між Османом II і Айше було укладено в січні 1620 року. Після вбивства чоловіка Айше залишалася в султанському палаці; останній запис, в якому фігурує Айше, було внесено до гаремних документів 1640 року. Айше була похована разом з іншими родичами на кладовищі в Еюпі.